# Frederik Christian Sibbern
F.C. Sibbern (født 18. juli 1785 på Christianshavn, død 16. december 1872) var en dansk filosof.
Hans fader, Friedrich Gabriel Gottlieb Sibbern (født 7. december 1743 i Segeberg, død 4. november 1794 i København), var læge ved Børne- og Opfostringshuset. Moderen, Charlotte Amalia Friderica Lovisa, født Wilcken (søster til Johann Hartmanns hustru, født 23. oktober 1753, død 26. juli 1807), var guldsmededatter fra Plön i Slesvig-Holsten.

## Uddannelse
I sin første barndom hørte Sibbern oftere det tyske end det danske sprog. Fra sit 6. år modtog han undervisning i hjemmet af forskellige danske lærere, blandt hvilke han med taknemmelighed mindedes den senere biskop i Aarhus 1815–30 Jens Paludan-Müller. Til hans yndlingslæsning hørte Campes "Sjælelære", Gellerts skrifter, Matthias Claudius' Wandsbecker-Bote og Ludvig Holbergs Peder Paars. Gennem moderen, der var praktisk, energisk og meget religiøs, vandt han endvidere tidligt et indgående kendskab til den tyske bibeloversættelse.
I 1795 året efter faderens død sattes han i Den tyske kirkes skole, hvor bibellæsning var en overvejende del af undervisningen. Læreren, en kateket Kochen - en hjælpepræst, der underviste skolebørn i kirken – tog sig særligt af drengen og læste privat noget fransk med ham. 1798 fik Sibbern imidlertid ved biskop Jens Paludan-Müllers hjælp en plads i Herlufsholms Skole. Her tilbragte han fire lykkelige år, afholdt såvel af kammeraterne som af lærerne, blandt hvilke han navnlig trådte i et varigt venskabsforhold til Anders Winding Brorson, der 1804 blev skolens rektor, og naturhistorikeren Hans Bøchman Melchior. I 1802 dimitteredes han til universitetet.
Til sin Anden eksamen – filosofikum, Examen philosophicum – fik han den højeste udmærkelse i de filosofiske discipliner. Til sit embedsstudium valgte han dog foreløbig juraen, der havde fået forhøjet glans ved Anders Sandøe Ørsteds første geniale virksomhed.
Samtidig læste han imidlertid ivrigt poesi og forsøgte sig i besvarelsen af et par matematiske prisspørgsmål. Da nordmanden Niels Treschow 1803 havde afløst Børge Riisbrigh som filosofisk professor, kom der imidlertid også nyt liv over filosofien i Danmark, og Sibbern, som ikke havde kunnet udholde at høre Heinrich Steffens' forelæsninger, der forekom ham som «Galmandssnak», besvarede nu ikke mindre end tre gange med held universitetets filosofiske prisspørgsmål (1806, 1807 og 1810).
Dette skaffede ham blandt andet Kommunitetet og Valkendorfs Kollegium, hvor han trådte i venskabsforhold til Grundtvig; under hans krise 1810 ledsagede Sibbern og Poul Dons ham hjem til faderen i Udby. Også med den Ørstedske kreds var Sibbern trådt i venskabelig forbindelse.
I A. S. Ørsteds Juridisk Arkiv skrev han forskellige afhandlinger; i hans hjem var han en hyppig og velset gæst; under H. C. Ørsteds vejledning studerede han fysik; og ligesom han beundrede begge brødrene, således nærede han over for den førstes hustru, Adam Oehlenschlägers smukke og begavede søster Sophie, en sværmerisk tilbøjelighed, der varede til hendes død 1818 og af og til endog alvorligt truede hans livsmod.

## 1812 Dannelsesrejse sydpå: møder Fichte, Schleiermacher og Goethe
1810 havde han taget juridisk embedseksamen og året efter den filosofiske doktorgrad (De principiis philosophicis disciplinæ juris). Niels Treschow var imidlertid blevet professor ved det nys oprettede universitet i Christiania, Oslo, grundlagt 1811, og havde anbefalet Sibbern til sin efterfølger i København, og universitetsdirektionen skaffede ham da et rejsestipendium, for at han yderligere kunne uddanne sig, før han overtog pladsen. Sibbern gik først til Halle, hvor han traf Steffens, hvem han ikke tidligere havde været i berøring med, men som nu hurtig vandt hans hjerte.
Steffens var imidlertid netop kaldet til Breslau, og efter et kort ophold i Halle gik Sibbern derfor til Berlin, hvor han tilbragte vinteren. Han stiftede her bekendtskab med den ældre Johann Gottlieb Fichte og Friedrich Schleiermacher og hørte forelæsninger over græsk poesi hos filologen Friedrich August Wolf og over krystallografi hos mineralogen Christian Samuel Weiss.
I foråret 1812 drog han til Jena, hvor han daglig omgikkes naturfilosoffen Lorenz Oken, og derfra til Weimar, hvor han besøgte Christoph Martin Wieland og fru Schiller. Da Johann Wolfgang von Goethe, hvem han inderlig havde ønsket at træffe, og til hvem han havde breve og pakker fra Berlin, imidlertid var rejst til Karlsbad, besluttede Sibbern resolut at følge efter og opnåede også som løn for den 20 mil lange udflugt at få talt nogle gange med digterkongen.
Efter et fire ugers ophold i Karlsbad, hvor han også traf digteren Friedrich Leopold Stolberg, vendte han tilbage til Jena, besøgte dernæst Dresden og kom i november til Breslau, hvor han vinteren over boede hos Steffens og hørte hans forelæsninger over filosofi og naturvidenskab. I det tidlige forår 1813 vendte han atter over Dresden til Berlin, blandt andet for at se det opblussende frihedsrøre på nærmere hold.
Efter et kort ophold her rejste han over Nürnberg, hvor han traf Georg Wilhelm Friedrich Hegel som rektor ved skolen, til München, hvor han blev en del af sommeren. Han trådte her i nærmere berøring med Friedrich Wilhelm Joseph von Schelling. Gennem Tyrol drog han derpå ind i Schweiz og havde også tænkt på at besøge Italien. Docentpladsen i Danmark var imidlertid blevet ledig; man påskyndede hans tilbagerejse, og ad nærmeste vej, over Strasbourg og Frankfurt, vendte han hjem i oktober 1813 fra sin dannelsesrejse.

## 1813 Hjem til professorstilling
Umiddelbart efter hjemkomsten blev han ansat som ekstraordinær professor i filosofi ved Københavns Universitet og begyndte straks at holde forelæsninger over logik og psykologi, medens han selv samtidig hørte forelæsninger over fysiske, fysiologiske og zoologiske emner.
Hermed indledtes den lange periode af utrættet skriftlig som mundtlig virksomhed, der nu fulgte og uafbrudt varede til få år før hans død i hans høje alderdom.

### Yderligere mærkepunkter i et langt liv
Af ydre mærkepunkter i hans liv skal endnu blot fremhæves: 1816 blev han medlem af Videnskabernes Selskab, 1829 blev han professor ordinarius og assessor i konsistorium, og 1845 udnævntes han til etatsråd. Samme år var han første gang universitetets rektor. 1856 blev han konferensråd og 1862
Kommandør af Dannebrog. 1870 trådte han tilbage fra sin universitetsvirksomhed, og to år derefter, 16. december 1872, hensov han blidt og stille. 29. maj 1819 havde han ægtet Christiane Margaretha Dorothea Clara Louise Ipsen (født 2. juli 1799), datter af krigsråd, havneskriver i København L.F. Ipsen. Hun døde to år før sin ægtefælle.

## Alsidig skriftlig produktion
Sibbern var overordentlig arbejdsdygtig og usædvanlig alsidig og har efterladt sig arbejder ikke blot fra alle filosofiens områder, men også af juridisk, politisk og æstetisk art.

### Psykologi
Sine psykologiske anskuelser fremstillede han først i Menneskets aandelige Natur og Væsen (1819), hvortil som en art fortsættelse føjedes Psykologisk Pathologi (1828). En stærkt omarbejdet udgave af første del udkom senere under navn af Psykologi, indledet ved almindelig Biologi (1843 og flere gange senere); anden del blev udgivet på ny som mindeskrift ved hans hundredårsfest, 1885.
Nærmest hertil slutter sig Om Forholdet mellem Sjæl og Legeme (1849) og hans lille bog Om Elskov (1819 og oftere). Sine anskuelser om filosofiens natur og metode har han fremstillet i Om Erkjendelse og Granskning (1822), Om Filosofiens Begreb, Natur og Væsen (1843) og Angaaende Hegels Filosofi (1838).

### Logik
Om logik handler Logikkens Elementer (1822), Logik som Tænkelære (1827 og flere gange) og Tænkelære eller Logik (1854 og oftere). En æstetik har han givet i de tre bind Om Poesi og Kunst (1834, 53 og 69). Sine etiske anskuelser har han udtalt i en lille, efter hans død udkommen Moralfilosofi (1878).

### Verdensopfattelse
Om hans totale verdensopfattelse handler hans Spekulativ Kosmologi med grundlag til en spekulativ Theologi (1846); og endelig har han fremstillet sine religiøse anskuelser dels i en række universitetsprogrammer (1846, 1847 og 1849) og dels i Meddelelser af indholdet af et Skrift fra Aaret 2135 (tre hæfter, 1858, 1862 og 1872). Denne bog giver desuden
væsentlige bidrag til hans sociale og politiske anskuelser, som han for øvrigt har fremstillet i en mængde småafhandlinger og bladartikler.
1829-30 udgav han Filosofisk arkiv og Repertorium, 1835-39 Patriotiske Intelligensblade og 1843 Dikaiosyne eller Bidrag til Politik og politisk Jurisprudens for danske. Endelig har han foruden et par mindetaler udgivet Efterladte Breve af Gabrielis (1826 og flere gange) og Udaf Gabrielis Breve til og fra Hjemmet (1850 og flere gange). En samling Breve til og fra Sibbern blev udgivet 1866 af Christian Ludvig Nicolai Mynster.

## Friluftsmenneske med sympati for små og undertrykte i samfundet
Sibbern var både legemlig og åndelig en særdeles sund natur. Nøjsom og hårdfør, som han var, satte han stor pris på at røre sig frit under åben himmel og tage lejligheden, som den frembød sig. Sin udenlandsrejse gjorde han næsten udelukkende til fods, og denne vandrelyst vedvarede op i hans høje alderdom.
Det var ham en art religion ved sådanne forfriskende anstrengelser at erhverve sig den livsglæde og fortrøstningsfulde frejdighed, som han mente alle burde eje for ret at kunne magte livet.
Selv var han af natur som af forsæt optimist til det sidste, ligesom han var i besiddelse af en energisk oprindelighed, et varmtfølende sind, en stærk sympati med alle de små og undertrykte, en levende friheds- og retfærdighedsfølelse og en jævnhed og tillidsfuldhed, der ofte kunne stige til troskyldighed og sprede et stærkt skær af naivitet over hans optræden.
Han slutter sin bog Om Erkjendelse og Granskning med Paulus' ord, at om vi talte med englenes tungemål og kendte alle hemmeligheder og havde tro, så vi kunne flytte bjerge, men havde ikke kærlighed, så var vi intet. Han kunne have sat dette som motto over hele sin stræben. Thi al hans filosoferen har et pædagogisk formål.
Viden er til syvende og sidst kun til for at skabe mere fuldkommen handlen, mener han, og med denne tanke for øje har han formet alle sine værker. Hans Gabrielis Breve er fortællingen om en Werther, som ikke skyder sig, men generobrer sit livsmod, ligesom bogens forfatter selv havde gjort det.

## Misfornøjet med den abstrakte hegelske formalisme; hans «praktiske Livsfilosofi»
Hans psykologi som ethvert af hans arbejder munder ud i etisk-religiøse betragtninger, og selve hans religiøse anskuelser formes, som vi skulle se, efterhånden i nøje overensstemmelse med grundsynspunktet.

### Vurdering af stil og fremstillingsform
At Sibbern måtte være misfornøjet med den abstrakte hegelske formalisme, forstår man allerede heraf. Men den "praktiske Livsfilosofi", han således indledte i Danmark, fortsattes senere af Poul Martin Møller og Søren Kierkegaard, og den førstnævnte af disse har flere gange med varm tilslutning gjort opmærksom på den Sibbern særegne personlige, uforbeholdne, konkrete, klare og jævne fremstillingsmåde, der netop så nøje hænger sammen med hans hovedformål.
Det er sikkert også denne hans kærlighed til det klare, jævne og konkrete, der har bevirket, at hans filosofiske tankebygning kom til at stå et betydeligt trin over ethvert af de tyske systemer, hvis forfattere havde været hans læremestre under hans udenlandsrejse.
Både over for Steffens og Schelling står han i virkeligheden med stor selvstændighed; at visse af tidens grundtanker er fælles for dem alle, er en selvfølge, der ikke forandrer
sagen. Af den tyske naturfilosofis talrige fantasterier, som han dog havde været i så nær berøring med, findes der så godt som intet hos ham.
Ikke blot hans danske besindighed har her frelst ham, men også den klare, skarpe og alsidige tænkning, han i virkeligheden var i besiddelse af. Hans store dygtighed i at systematisere i forbindelse med hans levende interesse for det enkelte har undertiden – mest dog blot i hans egentlige lærebøger – forledet ham til en udstykning i det små, der kan
virke trættende på læseren. Hans omhu for at give tanken et så primitivt og nøjagtigt udtryk som muligt førte ham også til med stor kækhed at skabe nye ord og vendinger; i hans senere skrifter er ikke blot alle hans særlige kunstord danske, men uden betænkning har han overhovedet fjernet samtlige fremmedord af sproget.
Hans fremstillingsform kan af disse grunde undertiden falde noget sær og kantet; dette gælder dog ingenlunde alle hans arbejder og navnlig intet af de tidligere i deres første støbning. I Gabrielis Breve er stilen ofte, så at man tror at læse Søren Kierkegaard.

### Tidsåndens tanker
Hvorledes tidsåndens tanker brødes med hans individuelle natur og stræben, ser man allerede af hans opfattelse af filosofien: gennem vore sanser modtager vi et stof, hvis logiske
bearbejdelse giver os alle de ydre erfaringsvidenskaber, og en lignende indre disciplin får vi ved bearbejdelse af vort forefundne bevidsthedsindhold af moralske og religiøse følelser og deslige. Men udgangspunktet er her begge gange kun et historisk.
Menneskeånden stræber videre og vil på grund af sin medfødte fornuft udlede alt fra et eneste midtpunkt, der som udstrålingspunkt for alt må være oversanseligt, uendeligt og evigt og kun erkendeligt ved selve fornuften, ved en åndelig seen, "Spekulationen".

## Filosofiens opdeling i «Fundamentalfilosofien», naturfilosofi og åndsfilosofi
Tanken må derfor have en højeste "Grundidé" at gå ud fra og ved et omfattende ræsonnement, "Dialektikken", udlede alt af denne.
Filosofien består af de tre afdelinger «Fundamentalfilosofien», naturfilosofien og åndsfilosofien.

### Fundamentalfilosofien
Første afdeling handler om fornuftens væsen, dens oprindelige grundbegreber og ideer, og kan egentlig formes så vel analytisk som syntetisk eller så vel fra iagttagelsens som fra spekulationens standpunkt. Den første form bør altid bane vejen for den sidste, men udgør strengt taget kun en indledning til den egentlige filosofi.
En sådan "Indledning" bør imidlertid med. Thi man må dog retfærdiggøre den grundidé, hvorfra den egentlige filosofi tager sit udspring. Indledningen kan desuden indeholde logikken, ved hvilket udtryk Sibbern tænker på en sædvanlig, formel logik, således som han også selv gav den, og ikke på en «højere» eller spekulativ. En sådan, bemærker han, kunne derimod gerne knyttes til fundamentalfilosofien. – Man ser, hvorledes han, om han end bliver løftet med af tidsånden, dog bestandig er omhyggelig for at bevare
forbindelse med jorden.

### Naturfilosofien
Og end tydeligere fremgår dette af hans bemærkninger om naturfilosofien. Vi må her, siger han, helst holde os erfaringen så nær som muligt og være varsomme med enhver betragtning fra oven, hvad vi endnu langtfra er modne til. Med disse ord tager han kort og godt afstand fra alle sine venner naturfilosofferne.

### Åndsfilosofien
Til åndsfilosofien regner han psykologi, (logik, der også kunne finde sin plads her), æstetik, etik, statslære, religionslære og en lære om videnskabens plads eller betydning i verden.
Også her må man egentlig begynde med iagttagelse, hvorfor man også ofte har opstillet både en empirisk og en spekulativ psykologi. Men selv i psykologien ud fra iagttagelse føres man dog snart til at hæve sig til spekulationen og betragte mennesket i ideens lys på grund af den nøje forbindelse mellem dets natur og dets moralske og religiøse bestemmelse. Modsat naturvidenskaben regnes derfor allerede den empiriske psykologi sædvanligvis med til filosofien. – Det er en sådan «empirisk» psykologi, Sibbern selv har givet. Med den rene spekulation er han ligesom lidt uvillig til at indlade sig.

## Spekulativ kosmologi, "ideel-reel magt", "guddommen", "substratet"
I den spekulative kosmologi, der til dels giver hans fundamentalfilosofi, har han dog gjort det. Den fornuftsammenhæng, vi sporer alle vegne i verden, lærer os, at hele tilværelsen må være udslaget af en enhed, en ideel-reel magt, der gennemvirker mangfoldigheden eller det reelle, substratet, ved deri at inkarnere hele den ideelle indholdsfylde, de evige sandheder.
Som disse må den ideelt-reelle magt, guddommen, det alvirksomme, selv være evig og allestedsnærværende, på én gang hævet over og iboende i verden, kort sagt således beskaffen, at hele tilværelsens beskaffenhed deraf lader sig forklare, en forklaring, som den enkelte filosof ifølge Sibbern dog ingenlunde vil kunne nå.
Også substratet, i sidste instans «Molekulerne», de primitive værenselementer, må imidlertid, om vi skulle undgå dualisme, udspringe fra det alvirksomme og vedvarende bæres oppe af dette. De er altså ikke absolute selvstændigheder, medens man på den anden side dog må tilskrive dem en vis relativ selvstændighed, idet de kunne yde det alvirksomme en vis modstand. Vel nærmest af føjelighed mod romantikernes sky for det faste kalder Sibbern dem ikke substanser, men «Subsistenser».
Al væren er jo virken, funktion, og til syvende og sidst funktion af guddommen. Deri ligger garantien for, at den hele verdensudvikling til sidst vil ende i harmoni. På grund af elementernes relative selvstændighed vil vejen imidlertid ikke altid blive ganske retlinet, og da den hele udvikling er at forstå som en reel proces i tiden, vil den altså i ethvert givet øjeblik være uafsluttet. Vi finder derfor alle vegne i verden noget «sporadisk», spredt, ufuldkomment; i den ydre natur, i menneskesindet, i staten, i samfundet.

### Mangfoldighed og enhed
Mangfoldigheden er endnu ikke samlet til enhed. De simpleste organisationer er de mekaniske, hvorved for eksempel solsystem danner sig af en urtåge; dernæst de kemiske, hvorved de sammensatte stoffer dannes af de enkelte. De første organismer er sikkert opståede ved en generatio spontanea, og mennesket er sikkert fremkommet som sidste led af en række dyreformer. De mere sammensatte dannelser er imidlertid mere end direkte resultater af de simplere, idet det alvirkende lader en ny fylde træde til ved enhver sådan sammenslutning, så at en højere funktion dannes. Således er for eksempel sjælen en funktion af det alvirksomme og ikke af det legemlige.
En højere funktion er atter det selvbevidste, selvbestemmende jeg. Disse højere subsistenser eller væsener har indre uudtømmelighed og "kunne gå ud over deres bestemte Mådehold", hvorved udviklingen kan forsinkes, og livets kamp opstår. Men idet sådanne frihedsvæsener, som endog kunne vinde udødelighed, virker med, får udviklingen sin dybeste betydning. Det er guddommen, der udformer sig "sit Rige".

## Den empiriske psykologi
En overgang fra disse metafysiske betragtninger til hans empiriske psykologi finder vi i den store bog Forholdet mellem sjæl og Legeme, hvori han blandt andet har givet sin løsning af det så stærkt omstridte spørgsmål angående samspillet mellem sjæl og legeme. Også her har han sit eget standpunkt.

### Samspillet mellem sjæl og legeme
En virkelig vekselvirkning mellem legemligt og sjæleligt finder han ingen grund til at tvivle om, kun når man selv i forvejen bestemmer de to led som dualistisk modsatte, opstår vanskeligheden. Derimod må man lægge mærke til, at når omverdenen påvirker os, reagerer sjælen i overensstemmelse med sin egen natur. Når vore forestillinger alligevel svarer til omverdenen, må dette derfor skyldes en art harmonia præstabilita hidrørende fra tilværelsens enhed. Og da endvidere livet i organismen kun er ét, eller da det er den ene og samme sjæl, der forestår såvel de organiske som de bevidste processer, så må disse processer også fremkaldes sammen. Beslutter jeg for eksempel at løfte min arm, så er det ikke selve tanken eller beslutningen, der løfter den, men idet sjælen fatter beslutningen, sætter den også nervelivet i virksomhed på bestemt måde. At netop beslutningen derved udføres, skyldes atter en harmonia præstabilita mellem nerveaktion og forestillingsaktion. – Man vil her finde momenter både fra Nicholas Malebranche, Baruch de Spinoza, Gottfried Wilhelm Leibniz og flere; men æren som helhed er, som Sibbern siger, hans egen.

### "Besindig" metafysik sammenlignet med den tyske; hans lære om «det sporadiske»
Alt dette er ganske vist «Metafysik». Men sammenligner man det med den samtidige tyske, vil man finde det både ualmindelig sundt og særdeles besindigt. Den hele verdensanskuelse ligner i ikke få henseender senere filosoffers som for eksempel Hans Brøchners og Rudolf Hermann Lotzes.
Ejendommelig for Sibbern og så nøje stemmende med hans grundsynspunkt er dog den karakteristiske lære om "det sporadiske" og den hele konkrete udvikling. Han har dermed givet
det historiske, livet, "Eksistensen", en betydning, som i almindelighed er fornægtet i de store filosofiske systemer.
Også på den empiriske psykologis område har han fastholdt sit synspunkt, og det har her fremkaldt en mangfoldighed af fortræffelige enkeltheder, som endnu bevarer deres værd. Særlig
det hele følelsesområde, det patologiske, er her fremstillet konkret og indgående.

### Lille skrift om moralen
I det lille efterladte skrift om moralen finder vi forfatteren nærmest som velfærdsmoralist. Da mennesket som frihedsvæsen til en vis grad kan unddrage sig naturnødvendigheden, medens det dog ikke kan være meningen, at det skal forstyrre eller bryde verdensordenen, så opstår der et "Du bør!", der kræver et "Jeg vil!" efter sig.
Friheden bestemmer Sibbern som "det, der gør, at man kan sige til sig selv: Du kan, hvad du bør!", eller som "det, der gør, at visse påvirkninger og overvejelser kunne blive tilstrækkelige årsager". Ansvar og tilregnelighed forudsætter, at mennesket i det givne tilfælde kunne have handlet anderledes, end det skete – se hertil om den såkaldte "Howitzfejde" om afsindighed og tilregnelighed, hvor Sibbern 'optrådte mere medierende'.
Friheden er en "Selvkunnen". Det onde skriver sig fra det sporadiske, det ufærdige i udviklingen, der kan føre individet til at ville på for snæver (egoistisk) en måde, idet det ikke tilstrækkeligt føler sig som moment i helheden. Thi kravet er: bliv så fuldkommen som muligt som led i helheden, virk med på udformningen af "Guds Rige"! vær retfærdig og kærlig! vær glad! så udbreder du glæde rundt omkring dig!
Sibbern er dog ikke optimist i den umiddelbare forstand, at han tror alt herligt og i orden allerede. Den forløbne udvikling har snarere endnu blot skabt et undertrykkelsens rige; vi er endnu blot i "Drenge- og Tøsealderen".

### Forkastelse af den flade, tørre forstandsreligion
Og en af hovedgrundene hertil finder Sibbern i den uheldige retning, den religiøse udvikling har taget. Med de fleste i samtiden er han enig om at forkaste den flade, tørre forstandsreligion, der beherskede århundredets begyndelse.
Men i sin reformation går han en ganske anden vej end flertallet. Medens dette først og fremmest søger frelsen i en omhyggelig tilbagevenden til dogmerne, en minutiøs rettroenhed, så positiv som muligt, bliver Sibbern mere og mere betænkelig ved dette grundlag, der står for ham som et uheldigt og forstyrrende fremmed, man skyder ind mellem sig selv og guddommen til sinkelse og hæmmelse for den virkelige, aktive religiøsitet: fortrøstningen og næstekærligheden.
"Alt Aanden tiltalende, alt sjælefødende, alt sin Kraft fra Aandens indre Samstemning hentende i Kristendommen er for mig ganske det, det var", siger han. "Kun det, som skulde hente sin Gyldighed fra Positiviteten, respekterede jeg den Gang som et givet ... Denne Afhængighed vil jeg nu slet ikke mere indrømme nogen Gyldighed."

### Skelner i kristendommen mellem det religiøse og det blot filosofiske
Han skelner med andre ord i kristendommen mellem det religiøse og det blot filosofiske; dette sidste er i mange måder uheldigt og har kun gjort ubetalelig ondt i verden.
Reformationen var kun en halvhed. At bygge sin religion over en bog alene går aldeles ikke an. Bibelen indeholder så mange modsigelser, halve tanker, ja stødende lærdomme, at den må kontrolleres af samvittigheden, og hvor meget må da ikke lægges til side som blot forstyrrende eller forkastes som uetisk! Man tager alt det opløftende fra Jesu liv og virksomhed ved at gøre ham til en gud. Hvilken religiøs værdi har vel den uklare treenighedslære? Hvor stødende er ikke læren om en evig fordømmelse! Hvor ivrigt kan man ikke hænge ved alle disse dogmer uden at have spor af kristeligt sind, og hvor frodig kan ikke den kristelige kærlighed røre sig, uden at man har mindste interesse for disse lærdomme, der kun har udsået hovmod, had og tvedragt i verden! Lad enhver derfor forme sig, hvilke dogmer han vil; men lad os fastholde, at "den frie Gudhengivenheds Sindelag" er det eneste afgørende og væsentlige!
Sibbern udtalte disse tanker først i de tre universitetsprogrammer 1846, 1847 og 1849 og senere i sin moralfilosofi og i Meddelelser af Indholdet af et Skrift fra Aaret 2135.
Han vandt næppe straks mange tilhængere; strømmen i modsat retning var for stærk, og hans fremstillingsform var for lidt stilistisk; den var for rolig og lidenskabsløs til at kunne vende strømmen.
Heller ikke med sine sociale og politiske anskuelser formåede han at trænge igennem. Også her havde han sit særegne standpunkt, som han dels forfægtede i en mængde småafhandlinger fra fyrrerne og senere og dels fremstillede i yderste konsekvens i det nys nævnte efterladte skrift, der i hans produktion står som en slags parallel til Platons stat, Staten. Også her var dog strømmen for stærk og Sibbern alt for lidt af en partigænger eller døgnpolitiker til at kunne håndtere de rette våben.

## Betydning
Men har han ikke på denne måde grebet direkte ind i vor åndsudvikling, så har han gjort det i så meget desto højere grad ved sin mangeårige virksomhed som lærer og ven for den studerende ungdom. Om hvor afholdt og elsket han var som universitetslærer, har hans samtid efterladt sig de talrigste vidnesbyrd, der alle kun gå i én retning, og enhver, der kom i
nærmere personlig berøring med ham, satte ham om muligt endnu højere.
Han var på filosofiens område den unge begyndende, endnu rationelle romantik: sund, jævn, livsfrisk og naiv som Oehlenschlager. Han manglede på sit område dennes fuldendte vindende form. Men bag det af og til kantede udtryk skimtes bestandig den elskelige, ædle, varmtfølende personlighed, og der var sikkert rammende sandhed i ordene, når det i en sang ved
hans jubilæum lød: "Du selv er mer end alle dine Bøger".